# La Concepción, Pilcaya
La Concepción är en ort i Mexiko.   Den ligger i kommunen Pilcaya och delstaten Guerrero, i den sydöstra delen av landet, 90 km sydväst om huvudstaden Mexico City. La Concepción ligger 1 665 meter över havet och antalet invånare är 1 127.
Terrängen runt La Concepción är huvudsakligen kuperad, men österut är den platt. Runt La Concepción är det ganska tätbefolkat, med 139 invånare per kvadratkilometer. Närmaste större samhälle är Ixtapan de la Sal, 8,6 km norr om La Concepción. I omgivningarna runt La Concepción växer huvudsakligen savannskog.